# Segunda Categoría de El Oro 2018
El Campeonato Provincial de Fútbol de Segunda Categoría de El Oro 2018 fue un torneo de fútbol en Ecuador en el cual compitieron equipos de la Provincia de El Oro. El torneo fue organizado por Asociación de Fútbol Profesional de El Oro (AFO) y avalado por la Federación Ecuatoriana de Fútbol, el torneo inició el 13 de abril de 2018 y finalizó el 30 de junio de 2018. Participaron 8 clubes de fútbol y entregó 2 cupos al Zonal de Ascenso de la Segunda Categoría de Ecuador 2018.

## Sistema de campeonato
El sistema determinado por la Asociación de Fútbol Profesional de El Oro fue el siguiente:
- Primera fase: Los 8 equipos fueron divididos en dos grupos de cuatro equipos cada uno, jugaron 6 fechas ida y vuelta, los dos primeros equipos de cada grupo avanzaron a la siguiente etapa.
- Segunda fase: Jugaron cuatro equipos un cuadrangular de 6 fechas ida y vuelta, donde los dos primeros clasificaron a los Zonales de Segunda Categoría 2018 como campeón y vicecampeón provincial respectivamente.

## Equipos participantes
| Equipos participantes                   | Equipos participantes | Equipos participantes           |
| --------------------------------------- | --------------------- | ------------------------------- |
|                                         |                       |                                 |
| Equipo                                  | Ciudad                | Estadio                         |
| Club Social y Deportivo Audaz Octubrino | Machala               | Estadio 9 de Mayo               |
| Club Atlético Mineiro                   | Huaquillas            | Estadio Humberto Arteta         |
| Club Deportivo Cantera del Jubones      | Pasaje                | Estadio Carlos Falquez Batallas |
| Club Social Deportivo Bolívar           | Machala               | Estadio Washington Villalta     |
| Huaquillas Fútbol Club                  | Huaquillas            | Estadio Humberto Arteta         |
| Parma Fútbol Club                       | Machala               | Estadio 9 de Mayo               |
| Santos Fútbol Club                      | El Guabo              | Estadio José María Mora         |
| Golden Boys Fútbol Club                 | Machala               | Estadio 9 de Mayo               |

## Equipos por cantón
| Cantón     | N.º | Equipos                                                          |
| ---------- | --- | ---------------------------------------------------------------- |
| Machala    | 4   | - Audaz Octubrino - Deportivo Bolívar - Parma F.C. - Golden Boys |
| Huaquillas | 2   | - Atlético Mineiro - Huaquillas F.C.                             |
| El Guabo   | 1   | - Santos F.C.                                                    |
| Pasaje     | 1   | - Cantera del Jubones                                            |

## Grupo 1

### Clasificación
| Pos. | Equipo          | Pts. | PJ | G | E | P | GF | GC | Dif. | Clasificación      |
| ---- | --------------- | ---- | -- | - | - | - | -- | -- | ---- | ------------------ |
| 1    | Audaz Octubrino | 12   | 5  | 4 | 0 | 1 | 10 | 4  | +6   | Cuadrangular final |
| 2    | Huaquillas F.C. | 10   | 5  | 3 | 1 | 1 | 16 | 4  | +12  | Cuadrangular final |
| 3    | Golden Boys     | 4    | 5  | 1 | 1 | 3 | 6  | 18 | −12  |                    |
| 4    | Santos F.C.     | 2    | 5  | 0 | 2 | 3 | 3  | 9  | −6   |                    |

Actualizado a los partidos jugados el 16 de mayo de 2018.
 Fuente: 
Criterios de clasificación: 1) Puntos; 2) Diferencia de goles; 3) Goles marcados

### Evolución de la clasificación
| Equipo / Jornada | 01 | 02 | 03 | 04 | 05 | 06 |
| ---------------- | -- | -- | -- | -- | -- | -- |
| Audaz Octubrino  | 1  | 1  | 2  | 1  | 1  | 1  |
| Huaquillas F.C.  | 3  | 2  | 1  | 2  | 2  | 2  |
| Golden Boys      | 4  | 4  | 4  | 4  | 4  | 3  |
| Santos F.C.      | 2  | 3  | 3  | 3  | 3  | 4  |

### Resultados
| Audaz Octubrino | 2 - 1 | Golden Boys | 9 de Mayo       | 13 de abril | 15:30 |
| Huaquillas FC   | 0 - 0 | Santos FC   | Humberto Arteta | 14 de abril | 20:00 |

| Golden Boys | 1 - 2 | Huaquillas FC   | Humberto Arteta | 22 de abril | 15:00 |
| Santos FC   | 0 - 1 | Audaz Octubrino | José María Mora | 22 de abril | 15:30 |

| Golden Boys   | 1 - 1 | Santos FC       | Carlos Falquez Batallas | 28 de abril | 15:30 |
| Huaquillas FC | 1 - 0 | Audaz Octubrino | Humberto Arteta         | 28 de abril | 20:30 |

| Audaz Octubrino | 3 - 2 | Huaquillas FC | 9 de Mayo       | 6 de mayo  | 15:00 |
| Santos FC       | 2 - 3 | Golden Boys   | José María Mora | 16 de mayo | 16:00 |

| Audaz Octubrino | 4 - 0  | Santos FC   | 9 de Mayo       | 11 de mayo | 15:00 |
| Huaquillas FC   | 11 - 0 | Golden Boys | Humberto Arteta | 12 de mayo | 20:30 |

| Golden Boys | - | Audaz Octubrino | No se programó | No se programó | No se programó |
| Santos FC   | - | Huaquillas FC   | No se programó | No se programó | No se programó |

## Grupo 2

### Clasificación
| Pos. | Equipo              | Pts. | PJ | G | E | P | GF | GC | Dif. | Clasificación      |
| ---- | ------------------- | ---- | -- | - | - | - | -- | -- | ---- | ------------------ |
| 1    | Cantera del Jubones | 16   | 6  | 5 | 1 | 0 | 14 | 6  | +8   | Cuadrangular final |
| 2    | Parma F.C.          | 8    | 6  | 2 | 2 | 2 | 9  | 9  | 0    | Cuadrangular final |
| 3    | Deportivo Bolívar   | 5    | 6  | 1 | 2 | 3 | 5  | 9  | −4   |                    |
| 4    | Atlético Mineiro    | 4    | 6  | 1 | 1 | 4 | 8  | 12 | −4   |                    |

Actualizado a los partidos jugados el 19 de mayo de 2018.
 Fuente: 
Criterios de clasificación: 1) Puntos; 2) Diferencia de goles; 3) Goles marcados

### Evolución de la clasificación
| Equipo / Jornada    | 01 | 02 | 03 | 04 | 05 | 06 |
| ------------------- | -- | -- | -- | -- | -- | -- |
| Cantera del Jubones | 1  | 1  | 1  | 1  | 1  | 1  |
| Parma F.C.          | 2  | 3  | 3  | 2  | 2  | 2  |
| Deportivo Bolívar   | 3  | 4  | 4  | 4  | 3  | 3  |
| Atlético Mineiro    | 4  | 2  | 2  | 3  | 4  | 4  |

### Resultados
| Deportivo Bolívar   | 2 - 2 | Parma FC         | Luis Rubén Pasaca       | 14 de abril | 15:00 |
| Cantera del Jubones | 2 - 0 | Atlético Mineiro | Carlos Falquez Batallas | 14 de abril | 19:30 |

| Atlético Mineiro | 3 - 1 | Deportivo Bolívar   | Humberto Arteta         | 20 de abril | 20:30 |
| Parma FC         | 2 - 3 | Cantera del Jubones | Carlos Falquez Batallas | 21 de abril | 20:00 |

| Cantera del Jubones | 0 - 0 | Deportivo Bolívar | Carlos Falquez Batallas | 27 de abril | 20:00 |
| Atlético Mineiro    | 0 - 0 | Parma FC          | Humberto Arteta         | 28 de abril | 16:00 |

| Parma FC          | 3 - 1 | Atlético Mineiro     | Carlos Falquez Batallas | 5 de mayo | 15:00 |
| Deportivo Bolívar | 0 - 2 | Canteras del Jubones | Luis Rubén Pasaca       | 5 de mayo | 16:00 |

| Canteras del Jubones | 3 - 1 | Parma FC         | Carlos Falquez Batallas | 11 de mayo | 20:00 |
| Deportivo Bolívar    | 2 - 1 | Atlético Mineiro | Luis Rubén Pasaca       | 12 de mayo | 16:00 |

| Atlético Mineiro | 3 - 4 | Canteras del Jubones | Humberto Arteta         | 18 de mayo | 16:00 |
| Parma FC         | 1 - 0 | Deportivo Bolívar    | Carlos Falquez Batallas | 19 de mayo | 15:00 |

## Cuadrangular Final

### Clasificación
| Pos. | Equipo              | Pts. | PJ | G | E | P | GF | GC | Dif. |  |
| ---- | ------------------- | ---- | -- | - | - | - | -- | -- | ---- |  |
| 1    | Audaz Octubrino     | 14   | 6  | 4 | 2 | 0 | 16 | 7  | +9   |  |
| 2    | Cantera del Jubones | 13   | 6  | 4 | 1 | 1 | 6  | 4  | +2   |  |
| 3    | Parma F.C.          | 7    | 6  | 2 | 1 | 3 | 7  | 9  | −2   |  |
| 4    | Huaquillas F.C.     | 0    | 6  | 0 | 0 | 6 | 4  | 13 | −9   |  |

Actualizado a los partidos jugados el 30 de junio de 2018.
 Fuente: 
Criterios de clasificación: 1) Puntos; 2) Diferencia de goles; 3) Goles marcados
|  | Campeón y clasificado a los zonales de Segunda Categoría 2018.     |
|  | Vicecampeón y clasificado a los zonales de Segunda Categoría 2018. |

### Evolución de la clasificación
| Equipo / Jornada    | 01 | 02 | 03 | 04 | 05 | 06 |
| ------------------- | -- | -- | -- | -- | -- | -- |
| Audaz Octubrino     | 2  | 1  | 1  | 1  | 1  | 1  |
| Cantera del Jubones | 1  | 3  | 2  | 2  | 2  | 2  |
| Parma F.C.          | 3  | 2  | 3  | 3  | 3  | 3  |
| Huaquillas F.C.     | 4  | 4  | 4  | 4  | 4  | 4  |

### Resultados
| Cantera del Jubones | 1 - 0 | Huaquillas FC   | Carlos Falquez Batallas | 25 de mayo | 20:00 |
| Parma FC            | 1 - 1 | Audaz Octubrino | Carlos Falquez Batallas | 26 de mayo | 15:00 |

| Audaz Octubrino | 3 - 0 | Cantera del Jubones | 9 de Mayo       | 2 de junio | 15:00 |
| Huaquillas FC   | 0 - 1 | Parma FC            | Humberto Arteta | 2 de junio | 20:30 |

| Audaz Octubrino | 3 - 0 | Huaquillas FC       | 9 de Mayo               | 9 de junio | 15:00 |
| Parma FC        | 0 - 1 | Cantera del Jubones | Carlos Falquez Batallas | 9 de junio | 16:00 |

| Cantera del Jubones | 2 - 0 | Parma FC        | Carlos Falquez Batallas | 15 de junio | 20:00 |
| Huaquillas FC       | 3 - 4 | Audaz Octubrino | Humberto Arteta         | 16 de junio | 15:00 |

| Cantera del Jubones | 0 - 0 | Audaz Octubrino | Carlos Falquez Batallas | 22 de junio | 20:00 |
| Parma FC            | 2 - 0 | Huaquillas FC   | Complejo AFO            | 23 de junio | 15:00 |

| Huaquillas FC       | 1 - 2 | Cantera del Jubones | Carlos Falquez Batallas | 30 de junio | 15:00 |
| Audaz Octubrino (C) | 5 - 3 | Parma FC            | 9 de Mayo               | 30 de junio | 15:00 |

### Campeón
| |
| Club Social y Deportivo Audaz Octubrino 9.º título Clasifica a los zonales de la Segunda Categoría 2018 - También clasifica Club Deportivo Cantera del Jubones como vicecampeón. |

## Goleadores
- Actualizado el 20 de mayo de 2018

| Jugador           | Equipo              | Goles |
| ----------------- | ------------------- | ----- |
| 1. José Bonilla   | Huaquillas F.C.     | 6     |
| 2. Carlos Barzola | Cantera del Jubones | 6     |
| 3. Luis Andrade   | Atlético Mineiro    | 5     |
| 4. Luis Cano      | Audaz Octubrino     | 4     |